# Bencin
Bencin je mešanica lahkih ogljikovodikov, kar z drugimi besedami pomeni, da je sestavljen iz ogljikovih in vodikovih atomov združenih v verigah. Molekule bencina imajo od 7 do 11 ogljikov v eni verigi. Uporablja se kot gorivo za pogon motorjev z notranjim zgorevanjem. Pridobivanje poteka z destilacijo surove nafte. Pomembna lastnost pri uporabi bencina je oktansko število. Če je to število manjše, kot ga je predpisal proizvajalec motorja, pride do samovžiga goriva. Motor ne deluje več (optimalno). V Sloveniji je največja poraba bencina z oktanskim številom 95. Oktansko število se poveča z dodajanjem primesi. Nekoč so dodajali svinec, ki je strupena težka kovina. Danes dodajajo druge primesi, ki se lahko izločijo iz izpušnih plinov (v katalizatorju). Prednost bencina pred mnogimi drugimi gorivi je njegova energetska vrednost na kilogram. Zaloge surove nafte in s tem bencina so omejene. Znanstveniki se trudijo poiskati vir energije, ki je okolju prijaznejši od bencina in je obnovljiv.